# Самбор (герб)
Самбор (пол. Sambor, Szambor) – шляхетський герб.

## Опис герба
Опис герба з використанням принципів блазонування:
У синьому полі срібний лев у золотій короні.
Клейнод: половина срібного лева.
Намет червоно-синій, підбитий сріблом.

## Найбільш ранні згадки
Присвоєно Андрію Самборові, 10 червня 1593.

## Роди
Тому що герб Самбор був власним гербом, право на його використання  належить тільки одному роду:
- Самбор (пол. Sambor, Szambor).